# Across the Open Sea
Across the Open Sea è il terzo album in studio del gruppo musicale death metal svedese Unleashed, pubblicato dall'etichetta discografica Century Media Records nel 1993.

## Il disco
La musica presentata dalla band in questo disco non differisce molto da quella dei primi due album, se non per un leggero rallentamento delle ritmiche. La struttura delle canzoni è piuttosto lineare, mostrando le influenze provenienti dalla NWOBHM e dallo speed metal, a conferma di ciò il gruppo incluse anche la cover di Breaking the Law dei Judas Priest. L'album risulta comunque variegato, contenendo, oltre alla suddetta cover, anche un brano acustico (la title track) e pezzi dai connotati doomdeath (In the Northern Lands e The General) e gothic metal (Catptured). Lo stile vocale adottato in tutte le canzoni è un growl potente e non eccessivamente gutturale, che, grazie all'interpretazione del cantante, aggiunge diverse tonalità alle varie composizioni. I testi trattano spesso le vicende legate alla tradizione dei vichinghi, ma in alcuni casi presentano un'ambientazione moderna, come nelle tracce Forever Goodbay (2045) e The One Insane. Quest'ultima fu anche utilizzata per la realizzazione di un videoclip, che venne incluso nella ristampa del CD, edita nel 2006 dalla Century Media Records, la stessa etichetta che ne pubblicò la prima edizione. Il disco in formato LP venne invece ristampato nel 2011.

## Tracce
Testi e musiche di Johnny Hedlund eccetto dove diversamente indicato.
1. To Asgaard We Fly – 3:54
2. Open Wide – 3:12
3. I Am God – 4:33 (musica: Fredrik Lindgren)
4. The One Insane – 3:03
5. Across the Open Sea – 2:45 – (strumentale)
6. In the Northern Lands – 3:53 (testo: Tomas Olsson)
7. Forever Goodbye (2045) – 2:27
8. Execute Them All – 3:20 (musica: Johnny Hedlund, Tomas Olsson)
9. Captured – 3:47
10. Breaking the Law – 2:13 – (cover dei Judas Priest)
11. The General – 4:22 (testo: Johnny Hedlund, George S. Patton – musica: Fredrik Lindgren)

## Formazione
- Johnny Hedlund – voce, basso
- Fredrik Lindgren – chitarra
- Tomas Olsson – chitarra
- Anders Schultz – batteria

### Produzione
- Unleashed – produzione
- Fredrik Andersson – ingegneria del suono
- Peter Dahl – mastering
- Axel Hermann – grafica